# Companions of Xanth
Companions of Xanth — компьютерная игра в жанре квест, разработанная и изданная в 1993 году компанией Legend Entertainment. Игра основана на цикле романов «Ксанф» писателя Пирса Энтони, её сюжет представляет собой вольную адаптацию романа «Демоны не спят» (Demons Don’t Dream), в котором юноша использует компьютерную игру, чтобы попасть в мир Ксанф и исследовать его.
Игра была выпущена на дискетах и CD-ROM. В дисковой версии озвучены все диалоги. В игре используется 256-цветная двумерная графика.

## Сюжет
За судьбу магической страны Ксанф сражаются два демона, управляющие двумя «земными» (не обладающими волшебными способностями) подростками: Дагом (юноша) и Ким (девушка). Подростки участвуют в неком соревновании, о сути которого им известно мало. Если победит Ким, магия исчезнет из Ксанфа навсегда. Игрок контролирует Дага, его цель — не допустить исчезновения магии из мира.

## Игровой процесс
Игровой интерфейс управляется мышью. Слева на экране присутствуют основные команды («взять», «отдать», «слушать»), внизу находятся указатели направления и инвентарь. Активные объекты подсвечиваются при наведении курсора мыши. При использовании некоторых объектов в список действий могут добавляться специфические для них команды.
Игра включает в себя большое количество шуточных элементов.

## Восприятие
Обозреватель журнала Dragon поставил игре 3 звезды из 5.
Обозреватели отмечали такие недостатки игры, как наличие в ней нелогичных загадок, отсутствие единого подхода к взаимодействию с другими персонажами, предоставление игроку выбора из нескольких альтернативных вариантов, между которыми отсутствуют очевидные отличия, но только один из которых является правильным.